# CF 레우스 데포르티우
CF 레우스 데포르티우(CF Reus Deportiu)는 스페인 레우스를 연고로 하는 축구팀이었다. 이 팀은 1909년에 창단되었으며, 마지막으로 세군다 디비시온에 참가하였다. 2020년 10월에 해체되었다.

## 역대 감독
| 감독        | 임기        |
| ----------- | ----------- |
| 호세 훙코사 | 1981 ~ 1982 |
| 호세 훙코사 | 1985 ~ 1987 |